# Каппелле-суль-Таво
Каппелле-суль-Таво (итал. Cappelle sul Tavo) — коммуна в Италии, расположена в регионе Абруццо, подчиняется административному центру Пескара.
Население составляет 3691 человек, плотность населения составляет 738 чел./км². Занимает площадь 5 км². Почтовый индекс — 65010. Телефонный код — 085.
Покровителем населённого пункта почитается святой Паскуаль Баилон. День города ежегодно празднуется 17 мая.